# Violet Gibson
Violet Albina Gibson (ur. 31 sierpnia 1876 w Dublinie, zm. 2 maja 1956 w Northampton) – Anglo-Irlandka, która usiłowała przeprowadzić zamach na Benita Mussoliniego.

## Dzieciństwo i młodość
Urodziła się w bardzo zamożnej rodzinie. Jej rodzice mieli wiele posiadłości w Dublinie oraz w innych miejscach w Irlandii. Była córką anglo-irlandzkiego arystokraty, barona Ashbourne’a, kanclerza Irlandii Edwarda Gibsona. W tamtych czasach była to jedna z najwyższych pozycji w państwie. Jej matka, Frances Maria Adelaide Colles, była naukowcem w Stowarzyszeniu Chrześcijańskiej Nauki.
Violet w młodości odwiedziła dwór królowej Wiktorii jako debiutantka co było dużym wyróżnieniem dla dziewczyny z Irlandii. Violet była rozpoznawana przez elitę swojego państwa.
Violet Gibson była awanturnicza i czasami nawet agresywna. Jej siostra Constance Gibson twierdziła, że jej niepoprawne zachowanie nasiliło się po śmierci ukochanego brata. Straciła towarzysza zabaw, osobę, która zawsze ją wspierała. Po tym wydarzeniu u dziewczynki zaczęły przejawiać się napady agresji i coraz częstsze myśli samobójcze. Pojawiały się momenty, gdy nad tym nie panowała. Gdy Gibson była nastolatką, rzuciła się na swoją służąca, a kilka lat później zaatakowała kobietę na ulicy. Jednak mimo tych wad rodzina i osoby ją znające opisywały Violet jako osobę wyjątkowo inteligentną, wartościową i o artystycznej duszy.

## Zamach na Mussoliniego
W środę 7 kwietnia 1926 Violet Gibson postrzeliła włoskiego faszystowskiego przywódcę Benito Mussoliniego, gdy spacerował wśród tłumu na Piazza del Campidoglio w Rzymie. Tamtego dnia Gibson dokładnie posprzątała swój pokój w klasztorze, w którym mieszkała, i wcześnie opuściła budynek uzbrojona w kamień, którym chciała wybić szybę w samochodzie Duce i zawinięty w kawałek czarnej szmatki rewolwer MAS Mle 1892.
Około 11.00, gdy Mussolini wyszedł z kongresu, natychmiast został otoczony przez tłum zwolenników. Gdy Duce przystanął w niewielkiej odległości, Violet wystąpiła z tłumu i strzeliła w jego kierunku. W tym samym momencie wódz odchylił głowę i kula tylko drasnęła jego nos. Kobieta, próbowała oddać drugi strzała, ale rewolwer zaciął się. Mussolini natychmiast został otoczony przez grupę policji i wyprowadzony z placu, Violet natomiast znalazła się w środku tłumu zwolenników przywódcy. Dzięki szybkiej interwenci policji nie doszło do linczu a Gipson została zawieziona do rzymskiego więzienia dla kobiet, Regina Coeli.

## Życie po zamachu
Dzień po zamachu na Mussoliniego historia zamachu znalazła się na pierwszych stronach wszystkich włoskich gazet.
Gibson została uznana za niepoczytalną i chorą psychicznie. Podczas pierwszego przesłuchania, które odbyło się w czwartek, powiedziała jedynie, skąd pochodzi, a na widok rewolweru mówiła, że nic nie wie o zamachu. Podpisała następujące oświadczenie: Nie zdaję sobie sprawy z tego, że strzeliłam z rewolweru do Mussoliniego. Dwa razy w swoim życiu trafiłam do szpitala psychiatrycznego. Próbowałam też popełnić samobójstwo. Jestem szalona. Jako osoba szalona nie mogę odpowiedzieć na wasze pytania. To, że zostanę uznana za szaloną, będzie lepsze dla wszystkich. Dokument stał się podstawą do powrotu Gibson do szpitala psychiatrycznego. W dniu 31 października 1926 Violet została zwolniona z placówki w Rzymie. W maju 1927 Gibson została wsadzona do pociągu jadącego do Londynu, a następnie została przekazana do szpitala St.Andrew’s znajdującego się 100 km od Londynu, gdzie spędziła resztę życia
Zmarła 2 maja 1956, mając 79 lat. Skromny nagrobek Gibson znajduje się w Northampton.